# Altendorf (Alto Palatinado)
Altendorf é um município da Alemanha, situado no distrito de Schwandorf, no estado da Baviera. Tem 23,16 km² de área, e sua população em 2019 foi estimada em 852 habitantes.